# Achtung Baby
Achtung Baby (МФА: [ˈʔaχtʊŋ ˈbeɪbiː]) — сьомий студійний альбом ірландського рок-гурту U2. Його спродюсували Даніель Лануа та Браян Іно і він вийшов 19 листопада 1991 року на лейблі Island Records. Зачеплені критикою їх попередньої платівки, учасники U2 переосмислили свої музичні пріоритети, додавши до свого звучання альтернативний рок, індастріал та електронні впливи танцювальної музики. Тематично, альбом є похмурішим, інтроспективнішим і час від часу легковажнішим, ніж попередні роботи гурту. Achtung Baby і подальший перенасичений мультимедіа тур Zoo TV Tour займають центральне місце в перетворенні гурту в 1990-х, яке замінило їх репутацію серйозного політизованого гурту безтурботнішим та самоіронічнішим іміджем.
Приїхавши до Німеччини за натхненням напередодні возз'єднання Східного та Західного Берліна, U2 почали запис нової платівки в берлінській студії Hansa Tonstudio в жовтні 1990 року. Репетиції часто супроводжувалися конфліктами, оскільки члени гурту сперечалися про музичні пріоритети U2 і якість матеріалу. Після декількох тижнів напруженого та повільного процесу гурт зробив прорив, придумавши пісню «One» під час імпровізації. Музиканти повернулися в Дублін в 1991 році, де їх бойовий дух покращився і більшість записів закінчили. Щоб здивувати громадськість та зруйнувати стереотип про гурт та їх музику, U2 вибрали жартівливу назву альбому та барвисту обкладинку-колаж, на якій було 16 фотографій.
Achtung Baby є одним із найуспішніших альбомів U2. Альбом отримав позитивні відгуки та дебютував на першому рядку в американському чарті Billboard 200, а також очолив хіт-паради інших країн. Вийшло п'ять синглів, серед яких «One», «Mysterious Ways» і «The Fly». Альбом продався у кількості понад 18 мільйонів екземплярів у всьому світі та здобув премію «Греммі» на церемонії 1993 року за «Найкраще вокальне рок-виконання дуетом або гуртом». Achtung Baby є одним з найвідоміших альбомів 1990-х, він регулярно потрапляє в списки найкращих альбомів всіх часів. В жовтні 2011 року вийшо спеціальне перевидання альбому в п'яти форматах, приурочене до його двадцятирічного ювілею.

## Передумови
Альбом The Joshua Tree 1987 року і однойменний тур на його підтримку принесли гуртові гарні відгуки критиків та комерційний успіх. Однак, їх наступний альбом Rattle and Hum та однойменний документальний фільм отримали зворотну реакцію критики. Попри те що альбом продався кількістю 14 мільйонів екземплярів та показав хороші результати в чартах, критики удостоїли його зневажливих відгуків, назвавши дослідження U2 американської музики «претензійним», «помилковим та пихатим». Велика популярність U2 і їх надто серйозна репутація призвели до звинувачень у помпезності та самовдоволенні.
Попри свій комерційний успіх, гурт був незадоволений творчо, фронтмен Боно вважав, що гурт був музично непідготовлений до свого успіху, в той час як барабанщик Ларрі Маллен сказав: «Ми були відомими, але ми не були найкращими» і під час туру Lovetown Tour в 1989 році йому стало нудно грати популярні хіти гурту. U2 вважали, що глядачі не зрозуміли їх співпрацю з блюз-музикантом Бі Бі Кінгом на Rattle and Hum та Lovetown Tour, вони описали це як «екскурсію по вулиці, яка закінчується тупиком». Озираючись назад, Боно заявив, що прослуховування афроамериканської музики стало поштовхом створити твір, такий як Achtung Baby, в той час як їхні експерименти з фолком допомогли йому розвиватися як автору текстів. До кінця Lovetown Tour Боно оголосив на сцені, що це був «кінець чогось для U2» і що «ми повинні піти і… створити все це знову». Після туру була найтриваліша перерва U2 в публічних виступах та виданні платівок.
У відповідь на власне почуття музичного застою та критику на їх адресу U2 почали підшукувати новий музичний ґрунт. Вони написали композицію «God Part II» для альбому Rattle and Hum, усвідомлюючи, що надмірно загралися з ностальгією у своїх піснях. Пісня мала сучасніший музичний вигляд, тому Боно сказав, що вона була ближче до стилістики Achtung Baby. Подальшими ознаками зміни стали два записи, зроблені в 1990 році. Першою була кавер-версія «Night and Day» для першого видання Red Hot + Blue. U2 використовували електронні танцювальні ритми та елементи хіп-хопу вперше в цьому записі. Другою ознакою змін стала робота Боно і Еджа над оригінальною партитурою для театральної адаптації «Механічного апельсина». Велика частина написаного матеріалу була експериментальною і згідно зі словами Боно «підготовляла ґрунт для Achtung Baby». Ідеї, які визнали невідповідними для п'єси, відклали для подальшого використання гурту. В цей період Боно і Едж стали дедалі більше писати пісні разом, без Маллена та Адама Клейтона.
В середині 1990 року Боно розглянув матеріал, який він написав в Австралії під час Lovetown Tour, і гурт записав кілька демо в дублінській студії STS Studios. Пізніше ці демо-записи стали піснями «Who's Gonna Ride Your Wild Horses», «Until the End of the World», «Even Better Than the Real Thing» і «Mysterious Ways». Беручись до запису альбому гурт хотів досягти результату, який би повністю відрізнявся від їхньої минулої роботи, однак вони не були повністю впевнені як цього домогтися. Поява медчестерської сцени у Великій Британії залишила в гурті змішане почуття про те, як вони впишуться в будь-яке специфічне музичне середовище.

## Запис
«Модними слівцями цього запису були: паскудний, одноразовий, темний, сексуальний та індастріальний (всі вдалі) та серйозний, важливий, милий, справедливий, рокерний та лінійний (всі невдалі). Це було добре, якщо пісня захопила вас в подорож, або ж ви думали, що ваша стереосистема зламалася, погано, якщо вона нагадала вам про студії звукозапису або U2. Слай Стоун, T. Rex, Скотт Вокер, My Bloody Valentine, KMFDM, The Young Gods, Алан Вега, Ел Грін та Insekt — всі вони пішли на користь. І Берлін... він став концептуальним фоном для платівки. Берлін тридцятих — декадентський, сексуальний та темний — резонуючий проти Берліна дев'яностих — переродженого, хаотичного та оптимістичного...»
U2 запросили Данієля Лануа та Брайана Іно стати продюсерами альбому, ґрунтуючись на досвіді їхньої спільної роботи над платівками The Unforgettable Fire та The Joshua Tree. Лануа був основним продюсером за підтримки Марка «Флад» Елліса як звукорежисера. Іно взяв на себе сприяючу роль, працюючи з гуртом в студії протягом тижня, щоб за цей час розглянути їх пісні, а потім покинути їх на місяць або два. Іно говорив, що його роллю було «прийти та стерти все, що звучало надто як U2». Дистанціюючись від роботи, він вважав, що надавав гуртові свіжий погляд на їх матеріал кожного разу, коли приєднувався до них знову. Іно пояснював: «Я навмисне не слухав матеріал в перервах між відвідинами, таким чином я міг бути більш достовірним». Оскільки U2 хотіли, щоб платівка мала могутніший та «живий» звук, Лануа «просував виробничий аспект дуже важко, часто на межі безглуздя». Тандем Лануа-Іно використовував латеральне мислення та філософський підхід, популяризуючи звивисту стратегію Іно, яка контрастувала з прямим ретро-стилем пластинки Rattle and Hum, продюсуванням якого займався Джиммі Айовін.

### Берлінські сесії
Учасники гурту вважали, що «домашня атмосфера була ворогом рок-н-ролу» і що для роботи над альбомом їм треба було покинути звичний, буденний спосіб життя і свої сім'ї. З міст «Нової Європи», що з'явилися в кінці холодної війни, вони вибрали Берлін, який знаходився в центрі континенту, який возз'єднувався, як натхнення для більш європейської музичної естетики. Музиканти розпочали записуватися на студії Hansa Tonstudio в Західному Берліні, поряд зі знаменитою Берлінською стіною. Там вже були записані кілька відомих творів, зокрема дві платівки з Берлінської трилогії Девіда Боуї (в запису яких брав участь Іно) та альбом The Idiot Іггі Попа. U2 прибули в Східний Берлін 3 жовтня 1990 року останнім рейсом напередодні Возз'єднання Німеччини. Музиканти сподівалися отримати натхнення, але замість цього вони виявили, що Берлін був гнітючим та похмурим. Падіння Берлінської стіни привело до стану дискомфорту в німецькому суспільстві. Готель, де проживали музиканти, здавався їм похмурим та негостинним, своєю чергою старий стан Hansa Tonstudio та її розташування в бальних залах СС лише додало «незатишну атмосферу».

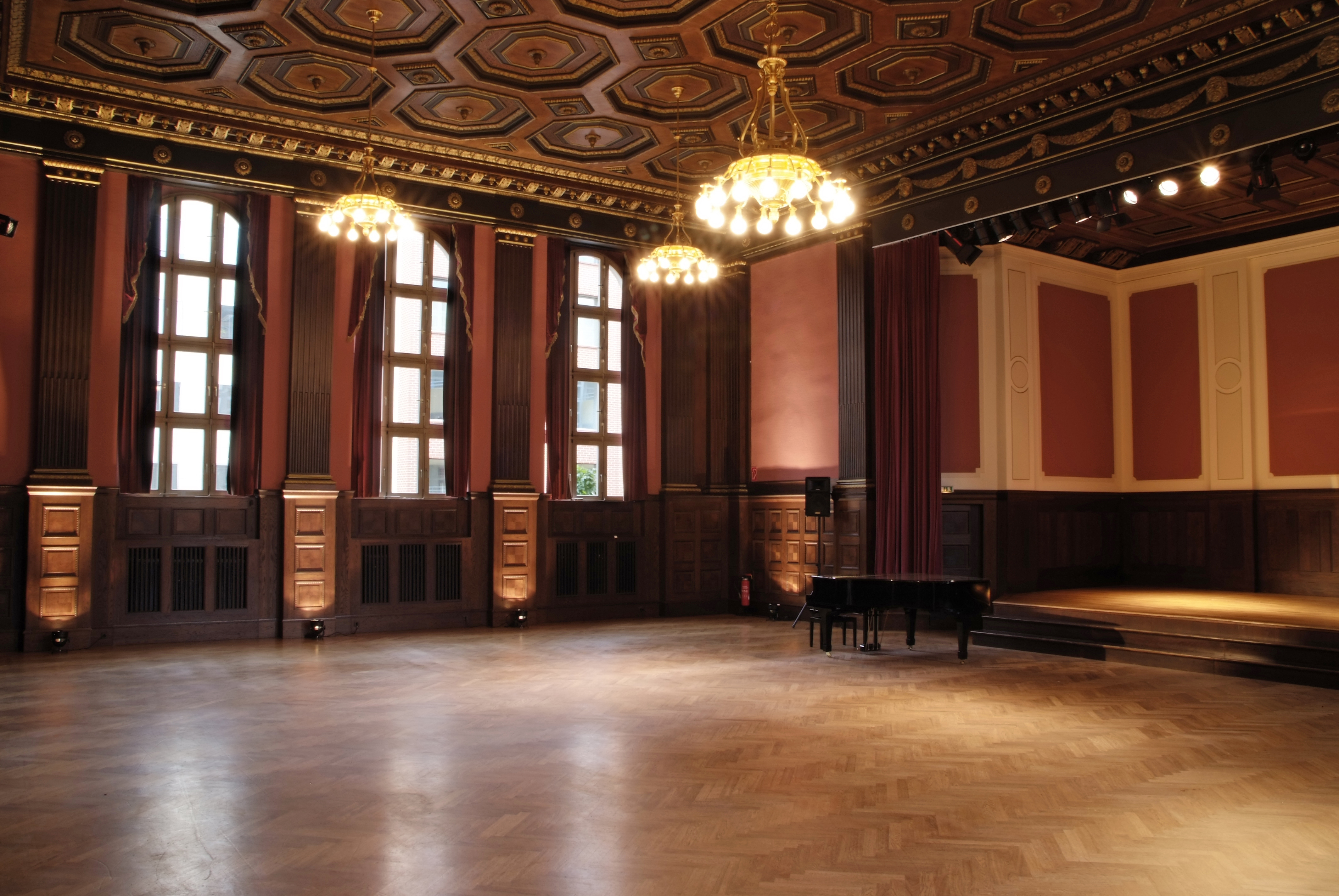
Спочатку U2 записували альбом в берлінській Hansa Tonstudio, в якій розташовувалися колишні бальні зали СС.

Моральний дух гурту був підірваний після початку запису, оскільки музиканти працювали довгі дні, але так і не змогли домовитися про музичний напрямок. Едж слухав електронну танцювальну музику, а також індастріал-гурти, такі як Einsturzende Neubauten, Nine Inch Nails, The Young Gods та KMFDM. Він і Боно виступали за новий музичний напрямок, в дусі цих колективів. На противагу цьому, Маллен слухав класичні рок-ансамблі, такі як Blind Faith, Cream та Джимі Гендрікс та вивчав техніку гри «навколо біта барабанщика». Як і Клейтону, йому було більш комфортно зі звучанням, схожим на попередні роботи гурту, і він ставився скептично до пропонованих нововведень. Крім того, інтерес Еджа до танцювальних міксів і драм-машин підштовхував Маллена до думки, що його внесок як барабанщика буде мінімальним. Лануа хотілося «текстурного, емоційного і кінематографічного U2» в дусі The Unforgettable Fire та The Joshua Tree, і він не розумів «одноразові, погані речі» над якими працювали Боно і Едж. Розбіжності між цими двома таборами змінили підхід в написанні пісень всередині гурту; Боно і Едж стали більш тісно працювати разом, пишучи матеріал відокремлено від решти членів ансамблю.
Музиканти виявили, що були музично непідготовлені, в них не було достатньої кількості репетицій, і що їхні ідеї не розвивалися в закінчені пісні. Вперше гурт не зміг досягти консенсусу в ході розбіжностей і відчував, що в них не було прогресу. Зокрема, Боно і Лануа посварилися, що ледь не призвело до бійки під час написання пісні «Mysterious Ways». Відчуваючи, що рухатися більше нікуди, музиканти розмірковували про припинення діяльності гурту. Іно приїхав до U2 на декілька днів, і здогадуючись про їхні плани про розформування гурту, він запевнив хлопців, що їх прогрес був куди кращим, ніж вони думали. Додаючи незвичайні ефекти та звуки, він показав їм, що прагнення Еджа на нову музичну територію не є несумісним з бажанням Маллена та Лануа «триматися за цілісні структури пісні». В грудні довгоочікуваного прориву досягнули при написанні пісні «One». На Еджа зійшло натхнення, коли він об'єднав дві послідовності акордів на гітарі, гурт почав імпровізувати, швидко створивши більшу частину пісні. Цей випадок приніс музикантам таку необхідну впевненість та знову підтвердив їх давній «підхід порожньої сторінки» для спільного написання пісень.
U2 повернулися в Дублін на Різдво, там вони обговорювали своє майбутнє разом, і всі знову відчували себе єдиним колективом. Прослуховуючи зроблені записи, музиканти зійшлися на думці, що їх матеріал звучав краще, ніж вони думали. В січні 1991 року вони повернулися до Берліна на короткий час, щоб закінчити роботу, пророблену раніше. Попри те що лише дві пісні були готові за весь час їх двомісячного перебування в Берліні, пізніше Едж заявив, що процес роботи в Німеччині був продуктивнішим та натхненнішим, ніж кінцевий результат. Гурт перебував поза звичного середовища, що забезпечило певну «структуру та кінематографічність» і багато з їхніх незавершених ідей згодом були успішно переглянуті на сесіях в Дубліні.

### Дублінські сесії

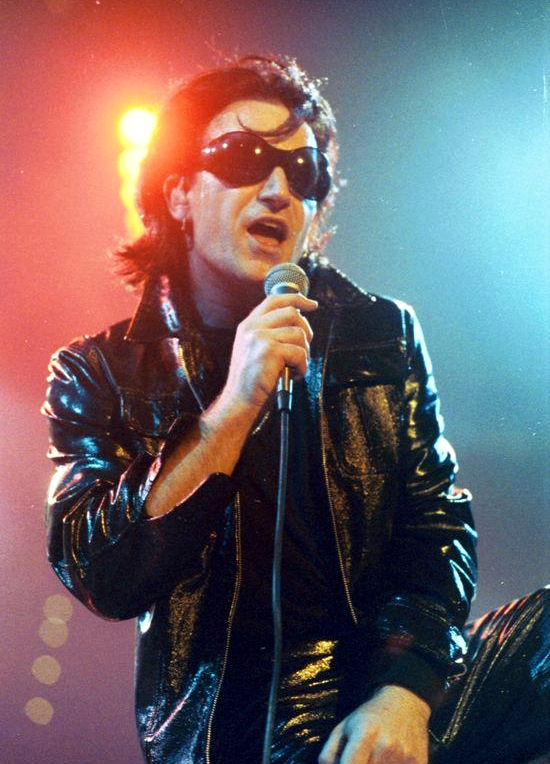
Боно в образі його альтер-его «The Fly» в 1992 році. Він придумав цього персонажа під час сесій в Дубліні.

В лютому 1991 року U2 відновили роботу над альбомом в приморській садибі «Ельсінор» в Долкі, орендуючи будинок за ₤10 000 в місяць. Стратегією Лануа було записувати гурт в будинках, особняках або замках, він вважав, що це привнесе певну атмосферу в процес запису. Дублінська компанія Big Bear Sound, що надає послуги з аудіо сервісу, встановила звукозаписну студію в їх садибі з кімнатою запису в переобладнаному гаражі по діагоналі нижче диспетчерської. Відеокамери та телевізійні монітори були використані для моніторингу приміщення. Сесії в Ельсінорі проходили в декількох хвилинах ходьби від будинків Боно і Еджа, вони були спокійнішими та продуктивнішими. Гурт боровся над створенням однієї конкретної пісні, «Lady With the Spinning Head», яка пізніше вийшла як бі-сайд, але під час цього процесу було написано три інші композиції: «The Fly», «Ultraviolet (Light My Way)» і «Zoo Station». Під час написання пісні «The Fly» Боно задумав створити альтернативний імідж, оснований на парі великих чорних окулярів, які він носив, щоб підняти настрій в студії. Боно розвинув цю ідею в персонажа, який був егоїстом та одягався в шкіру і також отримав ім'я «The Fly». Вокаліст перевтілювався в це альтер его на наступних публічних виступах гурту та концертах турне Zoo TV Tour.
В квітні стався витік матеріалу з минулих берлінських сесій, з'явилися піратські копії. Боно назвав демо, що просочилося «абракадаброю», а Едж порівняв ситуацію з «порушенням буття». Витік підірвав впевненість гурту та зіпсував їх колективний настрій на кілька тижнів. Кадрова логістика призвела до того, що гурт мав трьох звуоінженеров в одному місці, і в результаті вони розривалися між записами в Ельсінорі та домашньою студією Еджа. Звукоінженер Роббі Адамс згадував, такий підхід підійняв моральний дух і рівень активності: «Завжди був різний матеріал для прослуховування, завжди відбувалося щось захоплююче». Щоб зробити запис всього матеріалу гурту та перевірити різні аранжування, інженери використовували метод, який вони назвали «ожиріння», що дозволило їм досягти рівня 48-доріжкового аудіо за допомогою 24-доріжкового аналогового запису, DAT машини та синхронізаторів. Наприкінці травня остаточний текст пісень, а також запис вокалу ще не були завершені, але, як вважав Лануа, деякі з незавершених пісень стануть світовими хітами.
В період дублінських сесій U2 прислали Іно матеріал їх двомісячної роботи, який він назвав «повною катастрофою». Приєднавшись до U2 в студії, він відкинув те, що вважав надмірним накладенням. Гурт вважає, що його втручання врятувало альбом. Іно припустив, що гурт був дуже близький до своєї музики, пояснюючи: «Коли ви добре знаєте музичний твір і починаєте його мікшувати, навіть якщо тепер бас звучить дуже тихо, ви все одно чули його, бо вже звикли, що він там є, ви компенсуєте його в своїй свідомості». Також Іно допоміг їм в кризовий момент, за місяць до закінчення строку завершення запису альбому, він згадував, що «все нагадувало безлад», і він наполіг, щоб гурт взяв двотижневу відпустку від роботи над альбомом. Перерва дала їм ясніші перспективи та додала рішучості.
В липні, після того, як роботу в «Ельсінорі» закінчили, Іно, Флад, Лануа та попередній продюсер U2 Стівен Ліллівайт мікшували пісні на студії Windmill Lane Studios. Кожний продюсер створив свій власний мікс кожної композиції, і гурт або вибирав вподобаний варіант, або просив щоб певні аспекти кожного міксу були об'єднані. Додатковий запис та мікшування тривали в гарячковому темпі до 21 вересня (це був крайній термін), в останню хвилину зробили зміни на пісні «The Fly» і «One». За оцінками Еджа, половину роботи від загального часу сесій проробили в останні три тижні, щоб довести пісні «до розуму». Останню ніч витратили на розробку «робочого стану» для запису. Наступного дня Едж вирушив в Лос-Анджелес з готовим матеріалом, який очікував процедуру мастерингу.

## Пісні

### Музика
«Гурт дійшов до точки, коли процес написання проходив настільки гладко, що публіка почала втрачати в це віру, інтерес... Ми ж стали розчаровуватися в звичайному рок-н-рольному саунді, гітарному саунді... в цьому перевантаженому реверберацією «біті з 80-х», в цих пафосних, красивих, старомодних вокальних партіях з пишною атмосферою. Як наслідок, ми почали шукати інше звучання, в якому було б більше життя і більше свіжості»
В анотації до альбому композиторами вказані всі учасники U2, попри періоди написання музики порізно. Вони писали музику переважно на джем-сейшнах, звичайній практиці для їх гурту. Альбом демонструє відхилення від звучання попередньої роботи гурту; пісні стали менш натхнені за своєю природою та досліджують нові звукові території, до цього не характерні для гурту. Їх музичний стиль демонструє європейськішу естетику, містить впливи альтернативного року, індастріалу та електронної танцювальної музики. Гурт схарактеризував стиль нового альбому «звуком чотирьох чоловіків, які рубають дерево Джошуа». Таким чином, спотворений початок заголовного треку «Zoo Station» був призначений для того, щоб ввести слухача в оману та змусити думати, що помилково він поставив не новий альбом U2 або платівка була зіпсована. Журналістка Сьюзен Фест писала, що факт використання гуртом технологій на початку заголовної пісні «не залишає сумнівів, що U2 освоюють для себе нові звукові ресурси».
На новому альбомі Едж часто уникав свого звичайного мінімалістичного підходу до гри на гітарі, фірмового стилю гри боєм, важкого звуку з паузами, на користь стилю, який містив більше соло, дисонансу та фідбеку. Впливи індастріалу та гітарні ефекти, зокрема дисторшн, сприяли «металічному» стилю та «важким текстурам». Музичний журналіст Білл Вайман говорив: «Гітара Еджа на фінальній композиції „Love is Blindness“ звучить, як „свердло стоматолога“». Едж домігся прориву в написанні таких пісень як «Even Better Than the Real Thing» і «Mysterious Ways», експериментуючи з різними педальними ефектами.
Ритм-секція стала вираженішою після мікшування Achtung Baby, вона була натхненна хіп-хопом та танцювальними ритмами електронної музики, які можна почути на половині пісень альбому і перш за все на «The Fly». Елайза Гарднер з Rolling Stone порівнювала це схрещування танцювального біта з важким гітарним звуком з творами британських гуртів Happy Mondays та Jesus Jones. «Mysterious Ways» поєднує в собі гітарний фанк-риф з танцювальним конґа-бітом, з цього приводу Боно сказав: «U2 на своєму фанк-фестивалі… Sly & the Family Stone зустрічає медчестерський Біггі». На композиціях «Fly» і «Zoo Station» звучить перкусія, натхненна індастріалом. На думку журналіста Альбіна Зака, тембр ударної установки Маллена демонструє «холодний, оброблений звук, як ніби він барабанить по консервній банці».
Як і у випадку з музикою, вокал Боно також зазнав зміни, фронтмен розширив свій діапазон в сторону нижчого регістру і виконував те, що Фест називала «хрипкими і приглушеними тонами». На багатьох треках, в тому числі на «The Fly» і «Zoo Station», Боно співав в образі свого альтер-его, використовуючи техніку вокалу, яку Фест називала «подвійний голос». Суттю техніки був ефект, при якому вокал подвоювався, але виконувався він в двох різних октавах. Ці розділені октави іноді відтворювалися одночасно з вокалом, а в інших випадках цей ефект відрізняв голоси між куплетами та приспівом. За словами Сьюзен Фест, техніка додає «контрастну ліричну ідею і вокальний характер», що призводить до серйозної і в той же час іронічної інтерпретації вокалу Боно. На декількох композиціях його вокал також піддали електронній обробці. Ці методи використовувалися, щоб надати голосу різні емоційні почуття та контрастувати з минулим вокалом Боно.

### Тематика пісень
В анотації до альбому Боно вказаний як єдиний автор текстів. На відміну від попередніх альбомів U2, на яких гурт часто робив політичні та соціальні заяви, Achtung Baby є особистішим та інтроспективнішим твором, що досліджує теми любові, сексуальності, духовності, віри і зради. Лірика має темніший відтінок, описуючи проблеми особистих стосунків та виливаючи почуття замішання, самотності та неповноцінності. Центральним моментом у цих темах було розлучення Еджа з дружиною (матір'ю його трьох дітей), який стався в середині запису альбому. Біль не лише зосередив його на творчості та підштовхнув відстоювати особистіші теми, але також вплинув на ліричний внесок Боно. Боно черпав натхнення зі свого особистого життя, посилаючись на народження двох дочок в 1989 і 1991 роках як основні впливи. Це знайшло відбиття в пісні «Zoo Station», яка відкриває альбом як заяву про їх підхід до ліричного змісту, який пропонує нові очікування та апетити.
Говорячи про характер альбому, Боно згадував, що в ньому часто порушувалася тема «особистісних конфліктів». Його текст для балади «One» був натхненний непростими відносинами музикантів під час берлінських сесій та об'єднанням Німеччини. Описуючи цю пісню, Едж порівняв її з «гіркою, нещирою, уїдливою бесідою між двома людьми, які пройшли через огидні, важкі речі». Точно так само «Ultraviolet (Light My Way)» зачіпає тему напружених відносин та занепокоєння через зобов'язання перед іншою людиною, і на композиції «Acrobat» Боно співає про слабкість, лицемірство та неадекватність. Сентиментальні любовні пісні Роя Орбісона, Скотта Вокера і Жака Бреля були одними з основних джерел впливу на створені Боно тексти, це продемонстровано на таких піснях як «Who's Gonna Ride Your Wild Horses», описі спору сімейної пари; «So Cruel», композиції про нерозділене кохання, одержимість та власництво; та фінальному треку «Love Is Blindness», похмурому підсумку про відсутність романтики.
Біограф U2 Білл Фленаган зазначив межу Боно зберігати свою лірику «в русі до останньої хвилини», тим самим забезпечуючи альбому послідовне оповідання. Фленаган інтерпретував Achtung Baby як використання місяця як метафори для темної жінки, що зводить співака далеко від його цнотливої любові, сонця; він спокушується хвилюючими нічними розвагами далеко від свого сімейного життя та перевіряє, як далеко може зайти, перш ніж повернутися додому. На думку Фленагана пісня «Tryin' to Throw Your Arms Around the World» описує героя, що бреде додому в нетверезому стані, а три останні композиції — «Ultraviolet» (Light My Way), «Acrobat» і «Love Is Blindness» — про те, як сімейна пара змирилася зі стражданнями, які приносять один одному.
Попри меланхолічні теми альбому, багато пісень були легковажнішими та сексуальнішими, на відміну від попередніх робіт гурту. Це відображає повернення музикантів до деяких дадаістичних символів та концертної пустощі, до того, що вони проробляли в 1970-х, будучи підлітками, але відмовилися на користь серйозніших тем в 1980-х. Хоча раніше гурт був налаштований проти матеріалізму, вони досліджували та загравали з цим світоглядом на альбомі і під час турне Zoo TV. Назва та лірика пісні «Even Better Than the Real Thing» «відображає часи періоду [гурту], коли людей більше не цікавив пошук істини, [вони] все шукали миттєве задоволення». «Паскудний» та «одноразовий» були в числі улюблених слівець гурту під час запису платівки, це призвело до того, що багато пісень були в цьому дусі. Приспів «Ultraviolet (Light My Way)» містить ліричне поп-кліше «дитинка, дитинка, дитинка», контрастуючи з похмурою лірикою в куплетах. Боно написав текст для «The Fly», як пісню однойменного персонажа, складаючи послідовність з «однорядкових афоризмів». Він описав пісню «як дивакуватий дзвінок з Ада… але [звонящему] подобається бути там».
Релігійні образи присутні протягом всієї платівки. «Until the End of the World» являє собою розмову між Ісусом Христом та його зрадником Іудою Іскаріотом. В композиції «Acrobat» Боно співає про почуття духовного відчуження в рядку «Я б надломив хліб і вино/якби існувала церква, яку я міг би прийняти». В багатьох піснях лірика Боно про жінок несе релігійні конотації, описуючи їх, як духів життя або світла та ідолів для поклоніння. Релігійні інтерпретації альбому — предмет книги Meditations on Love in the Shadow of the Fall.

## Обкладинка й назва
«... Сама назва Achtung Baby бореться за відсутність значущості — також, як незначна сама обкладинка, яка не є звичайним єдиним кінематографічним зображенням героїчного значення, це скоріше сітка викликають знімків, трохи більше цнотливих, ніж недбале пишність роботи Роберта Френка для обкладинки альбому The Rolling Stones Exile on Main St.»
Художню роботу для обкладинки Achtung Baby спроєктував Стів Аверілл, який створив більшість обкладинок для попередніх платівок U2. Щоб відобразити зміни гурту в музичному напрямку, музиканти розглядали концепцію обкладинки, яка використовувала б кілька кольорових зображень, щоб контрастувати з серйозністю окремих, головним чином монохроматичних зображень на їх попередніх обкладинках. Грубі ескізи та дизайни були створені раніше, під час запису платівки, і деякі інші експериментальні проєкти були задумані, щоб нагадувати, як висловився Аверілл, «зорієнтованість обкладинки на танцювальну музику. Ми просто зробили це, щоб показати, до якої крайності ми могли дійти, і потім повернути все до рівня, яким всі були задоволені. Але якщо б ми не пішли на ці крайнощі, можливо, ми б не отримали обкладинку, яку маємо».
Перша фотосесія з давнім фотографом гурту Антоном Корбейном пройшла біля берлінського готелю, в якому проживали U2 наприкінці 1990 року. Більшість фотографій були чорно-білими, і музиканти вважали, що вони не передають дух нового альбому. В лютому 1991 року гурт знову завербував Корбейна з метою провести додаткові двотижневі фотосесії на острові Тенерифе, на яких вони були одягнені подібно учасникам щорічного «Карнавалу Санта-Крус-де-Тенерифе», демонструючи забавнішу сторону самих себе. Фотографії зробили під час перебування гурту на Тенерифе та протягом чотирьох днів знімання в Марокко в липні, де їх сфотографували в жіночому одязі. Додаткові фотографії зробили в Дубліні у червні, зокрема знімок голого Клейтона. Метою цих фотографій було руйнування звичного стереотипу, якого чекали від нової роботи U2, і їх повнокольоровість контрастувала з монохромними зображеннями на попередніх обкладинках колективу.
Для обкладинки була запланована єдина схема зображення, і серед розглянутих фотографій були: корова на ірландській фермі в графстві Кілдер, оголений Клейтон, і гурт, що їде на Trabanti, східнонімецькому автомобілі, який вони полюбили як символ мінливої Європи. В кінцевому рахунку була використана схема множинних зображень, оскільки U2, Корбейн, Аверілл та продюсери не змогли домовитися про єдиний образ. Крім того, вони визнали, що «сенс музичного посилу альбому і загравання гурту з alter ego буде найкраще сформульований відсутністю єдиної точки зору». В результаті передня обкладинка вийшла в розмірі 4×4 фотографії, в квадраті монтажу. Було використано поєднання оригінальних берлінських знімків Корбейна та робіт з наступних фотосесій, оскільки гурт хотів зрівноважити «холодне європейське почуття, головним чином, чорно-білих берлінських фотографій з набагато теплішим екзотичним кліматом Санта-Круса та Марокко». Деякі фотографії використали, оскільки вони були вражаючі самі по собі, а інші використали через їхню двозначність. Зображення гурту з Trabant'ом, деякі з яких були пофарбовані яскравими фарбами, з'являються на обкладинці та протягом всього буклету альбому. Ці транспортні засоби пізніше включили в турне Zoo TV Tour, як частина системи освітлення. Фото оголеного Клейтона помістили на задню обкладинку платівки. На обкладинках компакт-дисків та касетах, виданих у США, пеніс Клейтона відцензурували, його заретушували чорною буквою «X» або чотирилистою конюшиною, в той час як на вінілових платівках фотографію надрукували без купюр. 2003 року музичний телеканал VH1 помістив обкладинку Achtung Baby на 39 сходинку в своєму списку «50 найвидатніших обкладинок усіх часів». Три роки потому Боно назвав цю обкладинку своєю улюбленою серед зображених на платівках U2.

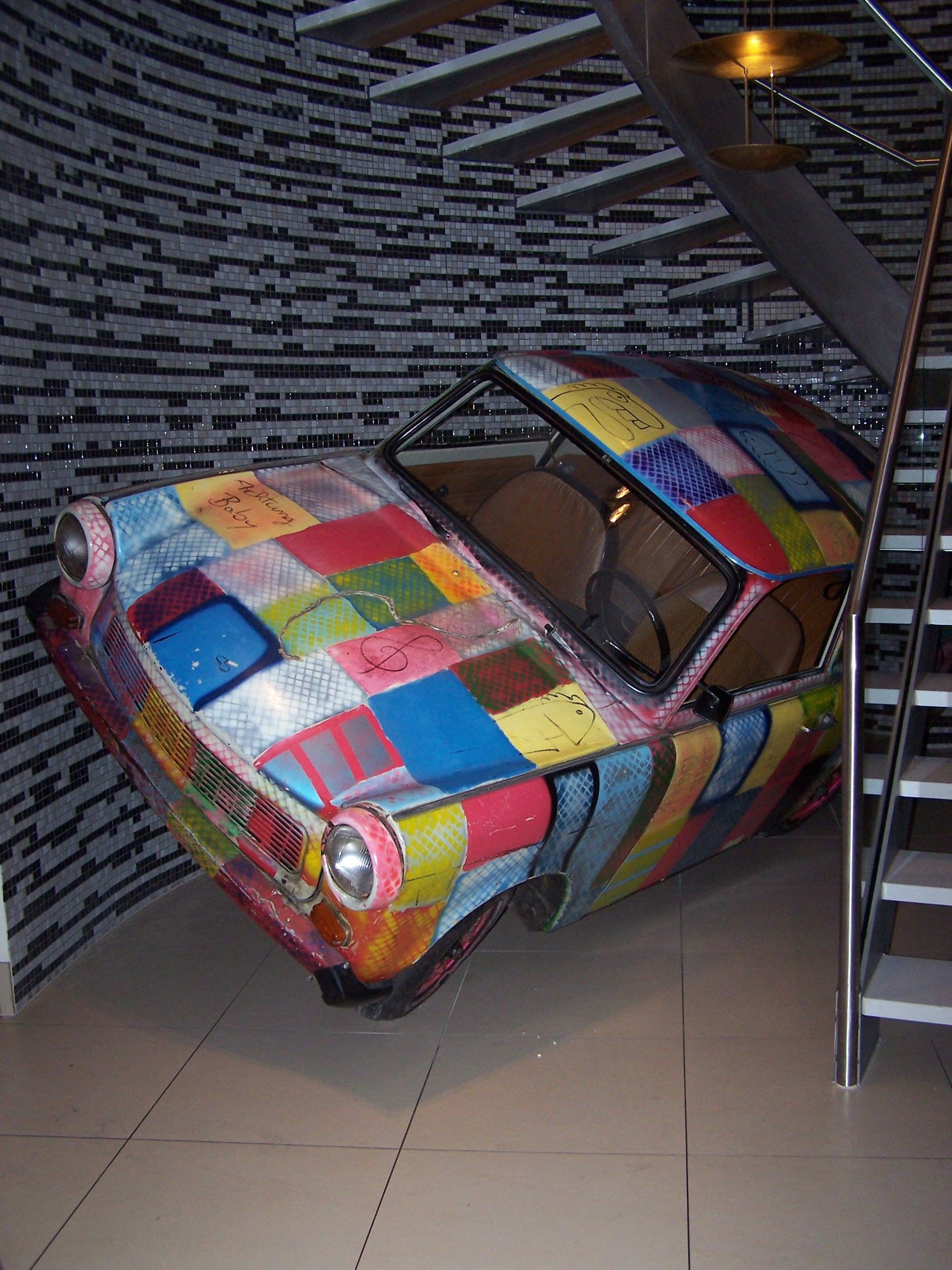
Trabant з турне Zoo TV, виставлений в Hard Rock Cafe. Гурт сфотографували з декількома спеціально пофарбованими автомобілями для обкладинки альбому.

Назва «Achtung Baby» є німецькою фразою «Увага, дитинко!» або «Дивись, малюк!» і її використав звукорежисер гурту Джо O'Герліші під час запису альбому. За деякими даними він запозичив цю фразу з фільму Мела Брукса «Продюсери». Остаточну назву для платівки обрали в серпні 1991 року, ближче до закінчення запису. За словами Боно, це був ідеальний вибір, оскільки така назва привертала увагу, була посиланням на Німеччину та натякала на роман чи народження, обидва з яких були темами на альбомі. Гурт був налаштований не висувати на передній план серйозність лірики, а замість цього прагнув «створити маску», і ця концепція отримала подальший розвиток під час турне Zoo TV Tour, зокрема, через такі символи як альтер его «The Fly». 1992 року Боно висловився з приводу назви: «Це довід „проти“, в деякому відношенні. Ми назвали диск Achtung Baby, посміхаючись на всіх фотографіях обкладинки. Але, ймовірно, це найважчий альбом, який ми коли-небудь робили… Він говорить вам багато про зміст, оскільки преса знищила б нас, якщо ми б назвали це чим-небудь ще».
Для нового альбому музиканти розглядали кілька назв, в тому числі «Man» (що контрастувало з назвою їхнього дебютного альбому Boy, «69», «Zoo Station» та «Adam», остання замислювалася в парі з оголеною фотографією Клейтона. Інші можливі варіанти включали: «Fear of Women» і «Cruise Down Main Street», посилання на альбом Exile on Main St. гурту The Rolling Stones та запуск крилатих ракет (гра слів: Cruise missiles (укр. Крилаті ракети)) по Багдаду під час війни в Перській затоці. Більшість запропонованих назв були відхилені через переконання, що люди розглянуть їх, як претензійні та «черговий пафосний меседж U2». Безтурботна назва альбому вплинула на інших музикантів, у тому числі Девіда Боуі, який був джерелом натхнення для U2 і Брайана Іно під час запису. Гурт Боуі Tin Machine назвав свій концертний альбом Tin Machine Live: Oy Vey, Baby, помістивши букви їдишу (єврейської мови) в німецьку назву U2.

## Реліз і промо
Ще в грудні 1990 року в музичній пресі повідомили, що U2 почнуть записувати платівку, орієнтовану на танцювальний звук, яка вийде в середині 1991 року. В серпні 1991 року гурт Negativland, що створює звукові колажі, випустила міні-альбом під назвою U2, зображеним на обкладинці величезним шрифтом; реліз містив пародію на пісню U2 «I Still Haven't Found What I'm Looking For». В Island Records висловили несхвалення з приводу обкладинки диска, побоюючись на те, що покупці приймуть його за новий запис U2. Компанія подала в суд за порушення авторських прав і виграла справу, але її розкритикували у музичній пресі разом з музикантами гурту, хоча вони і не брали участь в судовому розгляді. На думку Стівена Далтона з журналу Uncut, велика частина негативних заголовків була пом'якшена успіхом «The Fly», першого синглу з Achtung Baby, що вийшов 21 жовтня 1991 року, за місяць до виходу альбому. Пісня, за звучанням абсолютно несхожа на типовий стиль гурту, була обрана як ведучий сингл, щоб продемонструвати новий напрямок музики U2.
Island Records і U2 воліли, щоб шанувальники почули альбом до того, як прочитають рецензії, та не стали надавати пресі попередні екземпляри альбому. Це рішення було прийнято на тлі чуток про конфлікт всередині колективу, а журналіст Девід Браун порівняв його з тим, як в Голлівуді відмовляються відправляти рецензентам копії фільму кожен раз, коли про нього поширюється погана чутка. Achtung Baby вийшов 19 листопада 1991 року на компакт-дисках, аудіокасетах та грамплатівках, і його первісне відвантаження становило 1,4 мільйон примірників. Альбом був першим кроком великого лейблу до видання альбомів в так званій екологічно чистій упаковці: картонний діджіпак та сідібокс з термонасадкового матеріалу. Однак, Island Records заохочував музичні магазини, які замовляють альбом в звичайних сідібоксах, пропонуючи їм знижку 4%.
Achtung Baby був першим альбом гурту за останні три роки, крім того, він був першим альбомом, який містив повністю новий матеріал, за минулі чотири роки. Гурт дотримувався стриманої позиції після випуску платівки, уникаючи інтерв'ю та дозволяючи критикам та громадськості зробити власні висновки. Замість того, щоб брати участь в інтерв'ю з журналом Rolling Stone U2 попросили, щоб Іно сам дав відповіді за них. Маркетинговий план для альбому зосередився на роздрібному продажі та рекламі в пресі. Постери, що містять 16 зображень з обкладинки диска, поширювалися через музичні магазини та альтернативні музичні видання у великих містах, також були записані телевізійні та радіо-рекламні оголошення. В порівнянні з помпезними рекламними компаніями інших великих релізів кінця 1991 року генеральний директор Island Records Енді Аллен пояснив щодо заниженого маркетингу Achtung Baby: «U2 не будуть піаритися з такою помпою, з точки зору зовнішніх ЗМІ. Ми відчуваємо, що фанати самі створюють потрібне відчуття інтриги».

### Achtung Baby: The Videos, The Cameos, and a Whole Lot of Interference from Zoo TV
У жовтні 1992 року U2 випустили на VHS Achtung Baby: The Videos, The Cameos, and a Whole Lot of Interference from Zoo TV, збірку з дев'яти відеокліпів до пісень з цього альбому загальною тривалістю 62 хвилини. Його спродюсував Нед О'Генлон та випустили Island і PolyGram. До нього ввійшло по три відеосупроводи до «One» і «Even Better than the Real Thing» і по одному до «The Fly», «Mysterious Ways» і «Until the End of the World». Відеокліпи на збірнику чергувалися з документальними матеріалами, мультимедійними кліпами та іншим відео, схожим на той, що демонструвалося на концертах Zoo TV Tour. Реліз отримав платиновий сертифікат в США та золотий в Канаді.
| Список композицій Achtung Baby: The Videos, the Cameos, and a Whole Lot of Interference from Zoo TV | Список композицій Achtung Baby: The Videos, the Cameos, and a Whole Lot of Interference from Zoo TV | Список композицій Achtung Baby: The Videos, the Cameos, and a Whole Lot of Interference from Zoo TV | Список композицій Achtung Baby: The Videos, the Cameos, and a Whole Lot of Interference from Zoo TV |
| #                                                                                                   | Назва                                                                                               | Режисер                                                                                             | Тривалість                                                                                          |
| --------------------------------------------------------------------------------------------------- | --------------------------------------------------------------------------------------------------- | --------------------------------------------------------------------------------------------------- | --------------------------------------------------------------------------------------------------- |
| 1.                                                                                                  | «Interference»                                                                                      | Маріс Ліннейн                                                                                       | [ nb 1 ]                                                                                            |
| 2.                                                                                                  | «Even Better Than the Real Thing»                                                                   | Кевін Годлі                                                                                         | 3:41                                                                                                |
| 3.                                                                                                  | «Interference»                                                                                      | Маріс Ліннейн                                                                                       | [ nb 1 ]                                                                                            |
| 4.                                                                                                  | «Mysterious Ways»                                                                                   | Стефан Седнауї                                                                                      | 4:02                                                                                                |
| 5.                                                                                                  | «One» (version 1)                                                                                   | Антон Корбейн                                                                                       | 4:34                                                                                                |
| 6.                                                                                                  | «The Fly»                                                                                           | Річі Сміт, Джон Клейн                                                                               | 4:52                                                                                                |
| 7.                                                                                                  | «Interference»                                                                                      | Маріс Ліннейн                                                                                       | [ nb 1 ]                                                                                            |
| 8.                                                                                                  | «Even Better Than the Real Thing» (dance mix)                                                       | Річі Сміт                                                                                           | 4:35                                                                                                |
| 9.                                                                                                  | «One» (version 2)                                                                                   | Марк Пеллінгтон                                                                                     | 4:34                                                                                                |
| 10.                                                                                                 | «Even Better Than the Real Thing»                                                                   | Армандо Галло, Kampah                                                                               | 3:45                                                                                                |
| 11.                                                                                                 | «One» (version 3)                                                                                   | Філ Джоану                                                                                          | 4:34                                                                                                |
| 12.                                                                                                 | «Until the End of the World»                                                                        | Річі Сміт                                                                                           | 4:38                                                                                                |
| 65:01                                                                                               | | | |

## Відгуки критиків
Альбом отримав вкрай позитивні відгуки від критиків. Елайза Гарднер з Rolling Stone оцінила альбом в чотири з половиною зірки з п'яти, коментуючи: «U2 довели, що та ж сама схильність до епічних музичних та словесних жестів, яка призводить багатьох музикантів до самопародіювання, може в натхненніших руках живити незабутній вогонь, який визначає великий рок-н-рол». Також журналістка зазначила, що альбом, як і його попередник Rattle and Hum, був спробою гурту «розширити свою музичну палітру, але цього разу (на відміну від попереднього альбому) їх задум був реалізований». Білл Вайман з Entertainment Weekly назвав його «відмінно зробленим та дивно непретензійним поверненням одного з найзначніших гуртів в світі». Стів Морс з The Boston Globe поділяв ці думки, заявивши, що альбом «не лише активізує своє звучання, але відкидає будь-які самовдоволення. Акцент в піснях виставлений на особистих відносинах, а не на порятунок світу». Морс зазначив «скретчеві, спотворені звукові ефекти» альбому, а також «металеву, різкозвучну» гітару Еджа. Джон Перлес з The New York Times хвалив альбом не лише за прагнення продемонструвати «галасливі, запаморочливі багатошарові гітарні аранжування», але і за здатність гурту «зберегти свої поп-навички». Перлес підсумував статтю: «спрощений та кидаючий виклик їх старій формулі, новий звук U2 дає гуртові шанс на конкуренцію в 1990-х».
Оцінивши альбом в 5 зірок з 5 журнал Q назвав його «найважчим альбомом U2 на сьогодні. І найкращим». Журнал похвалив гурт і його продюсерську команду за створення «музичної драми, глибокої, інтенсивної і, повірте, параноїдальної». Журнал Time надрукував дуже позитивний відгук, написавши, що альбом показав «першокласні скрипучі гітари та таємничі, божевільні акорди» а також «пісні про кохання, спокуси, вільну політичну притчу та жорстку особисту сповідь». В огляді зазначалося, що U2 успішно заново винайшли себе. В статті Роберта Гілберна з Los Angeles Times, який поставив платівці вищий рейтинг: 4 зірки, заявив, що «артистичні, ведені гітарою текстури, є одними з найвпевненіших та найенергійніших за всю кар'єру гурту». Автор зазначив, що альбом є важким для слухачів через «темний, інтроспективний характер пісень, який контрастує з натхненними композиціями раннього періоду гурту». Грег Кот з Chicago Tribune написав позитивну рецензію, оцінивши альбом в три з чотирьох зірок, кажучи, що він «демонструє гурт в зернистому світлі: руйнуючи, а не виконуючи, очікування». Він високо оцінив продюсування Лануа та віддав належне музичній майстерності Еджа, також він відзначив, що «U2 звучать панковіше, з часів їх дебютної роботи Boy». Кот підсумував свій огляд, назвавши альбом «чудовим пошуком переваги, роблячи дедалі більше рухів до своїх недоліків». Нейл Стоукс з Hot Press поставив альбому 10 балів з 12, написавши про диск: «Нібито декадентський, чуттєвий та темний, він являє собою запис цього часу і для цього часу».
Журнал Spin був критичніший щодо платівки, назвавши її «амбітною невдачею»; автор статті вітав музичні експерименти U2, але розцінив, що, коли гурт «відхиляється від знайомої території, результат виходить нерівномірним». Роберт Крістгау присудив альбому рейтинг «Невдалий» з коментарем: «погана платівка, деталі якої рідко заслуговують подальшого аналізу». Крістгау знову повернувся до своїх відчуттів в огляді наступного альбому U2 Zooropa: «Після багатьох, багатьох спроб прослуховування, для мене Achtung Baby дотепер звучить як диявольськи неорганізований альбом U2 і я поклав його в зал, оскільки не в змозі описати хоч одну пісню». Видання New Zealand Herald оцінило альбом в три з половиною зірки з п'яти, називаючи його «винятково гарним», а його звук «приглушеним, чітко контрольованим, [і] інтровертним». Однак, газета критикувала альбом за велику кількість «похмурих моментів, коли створюється відчуття, що пісні рухаються в нікуди», це перешкоджає альбому бути «воістину чудесним творінням». Стівен Томас Ерльюін з Allmusic поставив Achtung Baby максимальну оцінку в п'ять балів, вихваляючи «масштабні», «ефективні» і «нескінченно винахідливі» перетворення гурту. Ерльюін прийшов до висновку, що деякі музиканти на подібному етапі своєї кар'єри могли б «записати альбом настільки ж авантюрно або втілити свої амбіції настільки ж успішно, як [зробили] U2».
Успіх Achtung Baby і подальше турне Zoo TV, реабілітували U2 в статусі одного з найпопулярніших та шанованих критиками музичних впливів в світі. Гурт майже повністю окупував щорічне читацьке опитування журналу Rolling Stone, серед інших завоювавши нагороди: «Найкращий сингл» («One»), «Виконавець року», «Найкращий альбом», «Найкращий композитор» (Боно), «Найкраща обкладинка альбому» та «Повернення року». В щорічному опитуванні Pazz & Jop газети The Village Voice, альбом посів четверте місце в номінації «Найкращий альбом 1991 року». 1993 року на 35 церемонії «Греммі», платівка здобула нагороду в номінації за «Найкраще вокальне рок-виконання дуетом або гуртом», також вона виграла статуетку для Лануа і Іно в категорії «Продюсер року (не класична музика)». Крім того, платівка була висунута на здобуття нагороди «Альбом року», але програла Unplugged Еріка Клептона.

## Zoo TV Tour

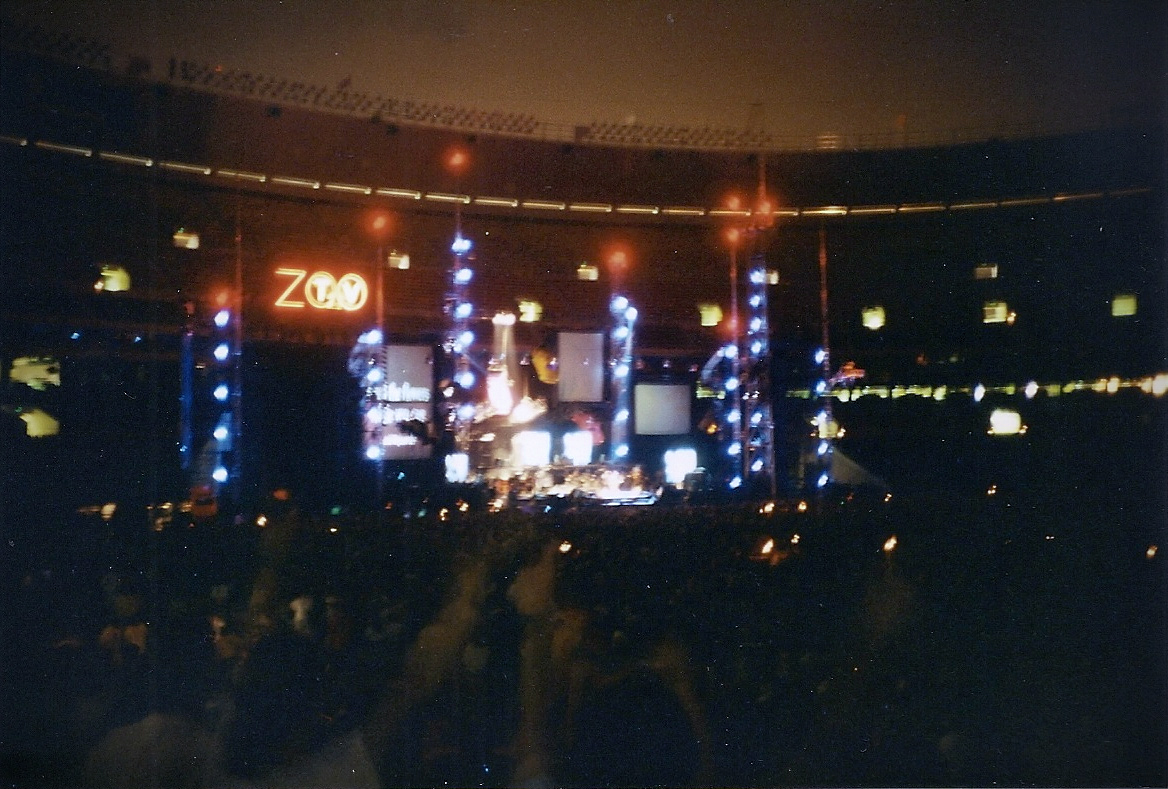
Zoo TV Tour. На сцені використовувались десятки відео-екранів.

Слідом за випуском альбому U2 організували масштабний світовий тур під назвою Zoo TV Tour. Як і Achtung Baby, тур повинен був відрізнятися від минулих гастролей гурту. На відміну від невигадливої сценічної організації попередніх турів U2, Zoo TV був майстерно поставленим мультимедійним шоу, в якому висміювались телебачення та надмірна стимуляція перегляду в громадськості. Гурт намагався прищепити своїй аудиторії «сенсорне перевантаження». На сцені перебували великі відеоекрани, які показували візуальні ефекти, випадкові відеокліпи з поп-культури та фрази з текстів. Також в сценарій шоу були включені супутникові телемости, зеппінг, телефонні розіграші та відео-сповідальниці.
Оскільки гурт був відомий своєю серйозною концертною діяльністю в 1980-ті роки, їх концерти Zoo TV навмисно відрізнялися безтурботністю і самоіронією; на сцені Боно зображував кілька персонажів-образів, які він задумав, зокрема «The Fly», «Mirror Ball Man» і «MacPhisto». Більшість пісень з альбому виконували на кожному шоу, і сет-листи концертів починалися з восьми послідовних композицій з Achtung Baby, як ще одне свідчення, що вони більше не U2 1980-х.
Турне почалося в лютому 1992 року і склало 157 концертів протягом майже двох років. Під час шестимісячної перерви гурт записав альбом Zooropa, який вийшов в липні 1993 року. Він був результатом натхнення, принесеного туром Zoo TV, і детально розглядав теми перенасичення життя людини засобами масової інформації та технологіями. До моменту завершення туру, в грудні 1993 року, U2 відіграли приблизно для 5,3 мільйонів фанатів. 2002 року журнал Q відзначив, що Zoo TV Tour все ще є «найбільш вражаючим рок-туром, організованим будь-яким гуртом».

## Визнання і вплив
«У плані створення це був важкий альбом, який коштував нам крові та нервів, але в той же час він був набагато менш важкий, ніж будь-яка альтернатива (йому). Якби ми не зробили чогось, чим ми були схвильовані, що змусило б нас сумніватися і кинути виклик усьому, що ми підтримували до цього, то насправді не було ніякого сенсу продовжувати... Якщо б він не був відмінною записом за нашими мірками, існування гурту було б під загрозою»
Альбом розійшовся в кількості понад 18 мільйонів екземплярів у всьому світі. Таким чином диск став другим найбільш комерційно успішним альбомом гурту після The Joshua Tree, який продався в кількості 25 мільйонів екземплярів. Для гурту Achtung Baby став переломним альбомом, який забезпечив їх творче майбутнє, його успіх став прототипом їх подальших музичних експериментів протягом 1990-х. Zooropa, що вийшов 1993 року, був подальшим відхиленням гурту від свого звичного стилю, він демонстрував додатковий вплив танцювальної музики та електронних ефектів на їх звук. 1995 року U2 і Брайан Іно знову співпрацювали на експериментальному/ембієнт альбомі Original Soundtracks 1 під псевдонімом Passengers. При записі платівки Pop (1997) гурт переймав досвід та черпав натхнення в клубної танцювальної культури, використовуючи склеєні петлі шматків плівки (tape loop), програмування, ритм-секвенсори і семплування, в результаті він став їх найбільш танцювально-орієнтованим альбомом. Слідом за випуском Pop Іно запропонував перетворити сесії Salome в альбом і «зробити бутлег надлишковим»; U2 погодилися, але замість цього стали працювати з Іно над своїм наступним альбомом All That You Can't Leave Behind, який вийшов 2000 року.
Запис високо цінується серед учасників U2, так Маллен сказав: «Я думаю, що це був прекрасний альбом. Я дуже пишаюся ним. Однак, його успіх не був визначений. Це був справжній резонанс з тими речами, які ми створили до нього і… ми не знали, чи хотіли наші фанати цього чи ні». Боно назвав альбом «Точкою опори» в кар'єрі гурту, зазначивши: «Створення Achtung Baby є причиною, завдяки якій сьогодні ми все ще тут». Переродження гурту відбулося на піку популярності альтернативного року, коли жанр досяг широкої популярності серед масового слухача. Білл Фланаган зазначив, що багато хто з колег U2 минулого десятиліття тепер боролися (в комерційному плані) з новими альбомами, що вийшли після рубежу десятиліття, в 1990-х. Він стверджував що U2 змогли скористатися альтернативним рок-рухом та забезпечити успішне майбутнє, «утвердивши себе як першого з нових гуртів, а не останнього зі старих». Тобі Кресвелл вторив цій думці в своєму музичному довіднику 1001 Songs (2006), написавши, що цей альбом допоміг гуртові уникнути проблеми «стати пародією на самих себе і бути витісненими на узбіччя грандж-та техно-революціями». В ретроспективі 2010 року журналу Spin було надруковано, що «U2 став символічним гуртом ери альтернативного року завдяки платівці Achtung Baby».
Achtung Baby визнаний одним з найкращих альбомів в історії року, і багато видань помістили його в свої рейтинги найкращих записів всіх часів, в тому числі журнал Q, Entertainment Weekly, Hot Press та Time. 1997 року газета The Guardian зібрала дані у всьому світі, від ряду відомих критиків, артистів та радіо ді-джеїв, які поставили запис на 71 позицію в списку «100 найкращих альбомів усіх часів». 2012 року журнал Rolling Stone помістив альбом на 63 позицію в своєму списку «500 найвидатніших альбомів усіх часів», написавши: «U2 помітно розслабилися на Achtung Baby, жартували та навіть дозволили собі бути сфотографованими в кольоровому варіанті (на відміну від їх минулих чорно-колишніх обкладинок)». 2010 року альбом очолив рейтинг журналу Spin «125 найвпливовіших альбомів» за 25 років з початку існування видання. Автор статті писав: «На відміну від Radiohead з їх дисками OK Computer та Kid A U2 піднесли свою розчарованість постіндастріальною музикою та традиційним роком не як символ загального культурного дискомфорту, а як виклик здригнутися і переступити межі… З усіх сил намагаючись одночасно охопити та підірвати світ, вони ніколи не були більш надихаючими».

## Ювілейне перевидання альбому
У 2011 році до 20-ї річниці Achtung Baby був приурочений випуск кількох тематичних проєктів. На прохання гурту було знято документальний фільм про історію створення альбому, під назвою «З небес на Землю». Режисером стрічки виступив Девіс Гуггенхайм, який раніше вже працював з Еджем над створенням документального фільму «Приготуйтеся, буде голосно» в 2008 році. «З небес на Землю» демонструє складний період запису альбому, відносини між учасниками гурту та творчий процес U2. У фільмі фігурують архівні кадри та матеріал з сесій запису поряд з невиданими сценами з документального фільму «Rattle та Hum». Спеціально для цього фільму зняли у відповідь візит U2 в студію Hansa Tonstudio, крім того, колектив був відображений під час репетицій для фестивалю «Гластонбері» в 2011 році. Прем'єра фільму відбулася в 2011 році на Міжнародному кінофестивалі в Торонто, в жовтні цього ж року його показали по телебаченню.
31 жовтня 2011 року Achtung Baby був перевиданий у п'яти форматах. На додаток до однодискового випуску альбому подарункове видання містить бонусний диск реміксів та бі-сайди з п'яти синглів альбому; вінілове видання містить альбом на двох платівках з двома додатковими пластинками реміксів. 10-дискові «Super Deluxe» і «Uber Deluxe» містять альбом Zooropa, три додаткові компакт-диска з реміксами, бі-сайди та невидані раніше записи з альбомів Achtung Baby та Zooropa, диск з демо-версією Achtung Baby та чотири DVD, серед яких «From the Sky Down», «Zoo TV: Live from Sydney», музичні кліпи та документальні матеріали. «Uber Deluxe» також містить 7-дюймові вінілові сингли та додаткові пам'ятні речі: постери, ілюстровані брошури, значки, номер відомого журналу про субкультуру Propaganda (нині[коли?] не виходить) та навіть копію сонячних окулярів як у персонажа Боно «The Fly».
На замовлення британського журналу Q був записаний триб'ют-альбом AHK-toong BAY-bi Covered, який повинен вийти як додаток до жовтневого номера журналу. Серед музикантів, які взяли участь в записі фігурують: Джек Вайт, Depeche Mode, Дем'єн Райс, Патті Сміт, The Killers, Snow Patrol, Nine Inch Nails і Garbage.

## Список композицій
Автор слів Боно, автор музики U2. 
| #     | Назва                                        | Продюсер                          | Тривалість |
| ----- | -------------------------------------------- | --------------------------------- | ---------- |
| 1.    | «Zoo Station»                                | Даніель Лануа                     | 4:36       |
| 2.    | «Even Better Than the Real Thing»            | Стів Ліллівайт, Браян Іно і Лануа | 3:41       |
| 3.    | «One»                                        | Лануа і Іно                       | 4:36       |
| 4.    | «Until the End of the World»                 | Лануа і Іно                       | 4:39       |
| 5.    | «Who's Gonna Ride Your Wild Horses»          | Ліллівайт, Іно і Лануа            | 5:16       |
| 6.    | «So Cruel»                                   | Лануа                             | 5:49       |
| 7.    | «The Fly»                                    | Лануа                             | 4:29       |
| 8.    | «Mysterious Ways»                            | Лануа і Іно                       | 4:04       |
| 9.    | «Tryin' to Throw Your Arms Around the World» | Лануа і Іно                       | 3:53       |
| 10.   | «Ultraviolet (Light My Way)»                 | Лануа і Іно                       | 5:31       |
| 11.   | «Acrobat»                                    | Лануа                             | 4:30       |
| 12.   | «Love Is Blindness»                          | Лануа                             | 4:23       |
| 55:27 |                                              |                                   |            |

## Позиції в чартах і сертифікації
| Чарт            | Найвища позиція |
| --------------- | --------------- |
| Австралія       | 1               |
| Австрія         | 2               |
| Бельгія         | 4               |
| Велика Британія | 2               |
| Канада          | 1               |
| Нідерланди      | 2               |
| Німеччина       | 4               |
| Нова Зеландія   | 1               |
| Іспанія         | 2               |
| Італія          | 2               |
| Норвегія        | 3               |
| США             | 1               |
| Угорщина        | 21              |
| Швейцарія       | 3               |
| Швеція          | 3               |
| Японія          | 4               |

| Країна                | Сертифікація |
| --------------------- | ------------ |
| Австралія (ARIA)      | 5×Платиновий |
| Австрія (IFPI)        | Платиновий   |
| Аргентина (CAPIF)     | Платиновий   |
| Велика Британія (BPI) | 4×Платиновий |
| Італія (FIMI)         | Платиновий   |
| Канада (CRIA)         | 9×Платиновий |
| Нова Зеландія (RMNZ)  | 7×Платиновий |
| Франція (SNEP)        | Діамантовий  |
| Японія (RIAJ)         | 3×Платиновий |